# Gmina Zrnowci
Gmina Zrnowci (mac. Општина Зрновци) – gmina wiejska we wschodniej Macedonii Północnej.
Graniczy z gminami: Winica od wschodu, Koczani od północy, Czeszinowo-Obleszewo od zachodu oraz Karbinci od południa.
Skład etniczny
- 99,48% – Macedończycy
- 0,52% – pozostali

W skład gminy wchodzą:
- 3 wsie: Morodwis, Widowiszte, Zrnowci.